# Diaethria lidwina
Diaethria lidwina är en fjärilsart som beskrevs av Felder 1862. Diaethria lidwina ingår i släktet Diaethria och familjen praktfjärilar. Inga underarter finns listade i Catalogue of Life.